# Alpiscorpius istanbulensis
Espèce
Alpiscorpius istanbulensis est une espèce de scorpions de la famille des Euscorpiidae.

## Distribution
Cette espèce est endémique de la province d'Istanbul en Turquie. Elle se rencontre vers Şile, Beykoz et Kartal.

## Description
La femelle holotype mesure 27,99 mm et le mâle paratype 25,73 mm.

## Systématique et taxinomie
Cette espèce a été décrite par Tropea, Yağmur et Parmakelis en 2024.

## Étymologie
Son nom d'espèce, composé de istanbul et du suffixe latin -ensis, « qui vit dans, qui habite », lui a été donné en référence au lieu de sa découverte, la province d'Istanbul.

## Publication originale
- Tropea, Yağmur & Parmakelis, 2024 : « A new Alpiscorpius from İstanbul Province of Turkey (Scorpiones: Euscorpiidae). » Biologia Serbica, vol. 46, p. 1-11 (texte intégral).